# Vuelta a San Juan 2020
La 38.ª edición de la competición ciclista Vuelta a San Juan (llamado oficialmente: Vuelta Ciclista a la Provincia de San Juan) fue una carrera de ciclismo en ruta por etapas que se celebró entre el 26 de enero y el 2 de febrero de 2020 en la Provincia de San Juan, Argentina, sobre un recorrido de 1005,2 kilómetros.
La carrera formó parte del UCI ProSeries 2020, calendario ciclístico mundial de segunda división, dentro de la categoría UCI 2.Pro. El vencedor final fue el belga Remco Evenepoel del Deceuninck-Quick Step. Completaron el podio, como segundo y tercer clasificado respectivamente, el italiano Filippo Ganna de la selección nacional de Italia y el español Óscar Sevilla del Medellín.

## Equipos participantes
Tomaron parte en la carrera 27 equipos: 6 de categoría UCI WorldTeam invitados por la organización, 5 de categoría UCI ProTeam, 9 de categoría Continental y 7 selecciones nacionales. Formaron así un pelotón de 168 ciclistas de los que acabaron 155. Los equipos participantes fueron:
| WorldTeams (6)- Bora-Hansgrohe - Deceuninck-Quick Step - Movistar Team - Israel Start-Up Nation - UAE Team Emirates - Cofidis ProTeams (5)- Androni Giocattoli-Sidermec - Bardiani CSF Faizanè - Vini Zabù-KTM - Rally Cycling - Euskaltel-Euskadi Equipos continentales (9)- Medellín - Colombia Tierra de Atletas-GW Bicicletas - Agrupación Virgen de Fátima-SaddleDrunk - Municipalidad de Pocito - Municipalidad de Rawson - Sindicato de Empleados Públicos de San Juan - Transportes Puertas de Cuyo - Tavira - Amore & Vita-Prodir Equipos nacionales (7)- Italia - Argentina - Rusia - Panamá - Venezuela - Brasil - Perú |
| |

## Recorrido
La Vuelta a San Juan dispuso de siete etapas (incluyendo una día de descanso) dividido en tres etapas llanas, dos de media montaña, una etapa de montaña, y una contrarreloj individual para un recorrido total de 1005,2 kilómetros.
| Etapa     | Fecha       | Recorrido                                 | type                    | Distancia (km) | Ganador             | Líder            |
| --------- | ----------- | ----------------------------------------- | ----------------------- | -------------- | ------------------- | ---------------- |
| 1.ª etapa | 26 de ene   | San Juan – San Juan                       | etapa escarpada         | 168            | Rudy Barbier        | Rudy Barbier     |
| 2.ª etapa | 27 de ene   | Departamento Pocito – Departamento Pocito | etapa llana             | 168,7          | Fernando Gaviria    | Fernando Gaviria |
| 3.ª etapa | 28 de ene   | Villa Ibáñez – Represa Punta Negra        | contrarreloj individual | 15,2           | Remco Evenepoel     | Remco Evenepoel  |
| 4.ª etapa | 29 de ene   | San José de Jáchal – Villa San Agustín    | etapa de media montaña  | 189            | Fernando Gaviria    | Remco Evenepoel  |
|           | 30 de enero | Día de descanso                           | Día de descanso         |                |                     |                  |
| 5.ª etapa | 31 de ene   | Villa San Martín – Alto Colorado          | etapa de montaña        | 169,5          | Miguel Flórez López | Remco Evenepoel  |
| 6.ª etapa | 1 de feb    | San Juan – Circuito San Juan Villicum     | etapa llana             | 155            | Zdeněk Štybar       | Remco Evenepoel  |
| 7.ª etapa | 2 de feb    | San Juan – San Juan                       | etapa llana             | 141,3          | Fernando Gaviria    | Remco Evenepoel  |

## Desarrollo de la carrera

### 1.ª etapa
| San Juan - San Juan | etapa escarpada | (168 km) |

| \| Clasificación de la etapa \| Clasificación de la etapa \| Clasificación de la etapa \| Clasificación de la etapa \| Clasificación de la etapa \| \| Ciclista \| Ciclista \| Equipo \| Tiempo \| \| \| ------------------------- \| ------------------------- \| --------------------------- \| ------------------------- \| ------------------------- \| \| 1.º \| Rudy Barbier \| Israel Start-Up Nation \| 3 h 45 min 14 s \| \| \| 2.º \| Manuel Belletti \| Androni Giocattoli-Sidermec \| + 0 s \| \| \| 3.º \| Tomás Contte \| Municipalidad de Pocito \| + 0 s \| \| \| 4.º \| Juan Sebastián Molano \| UAE Team Emirates \| + 0 s \| \| \| 5.º \| Álvaro Hodeg \| Deceuninck-Quick Step \| + 0 s \| \| \| 6.º \| Peter Sagan \| Bora-Hansgrohe \| + 0 s \| \| \| 7.º \| Roman Maikin \| Rusia \| + 0 s \| \| \| 8.º \| Luca Wackermann \| Vini Zabù-KTM \| + 0 s \| \| \| 9.º \| Fernando Gaviria \| UAE Team Emirates \| + 0 s \| \| \| 10.º \| Cyril Lemoine \| Cofidis \| + 0 s \| \| |                       |                             |                 |
| |                       |                             |                 |
| Fuente: ProCyclingStats |                       |                             |                 |
| Clasificación de la etapa |                       |                             |                 |
| Ciclista | Ciclista              | Equipo                      | Tiempo          |
| 1.º | Rudy Barbier          | Israel Start-Up Nation      | 3 h 45 min 14 s |
| 2.º | Manuel Belletti       | Androni Giocattoli-Sidermec | + 0 s           |
| 3.º | Tomás Contte          | Municipalidad de Pocito     | + 0 s           |
| 4.º | Juan Sebastián Molano | UAE Team Emirates           | + 0 s           |
| 5.º | Álvaro Hodeg          | Deceuninck-Quick Step       | + 0 s           |
| 6.º | Peter Sagan           | Bora-Hansgrohe              | + 0 s           |
| 7.º | Roman Maikin          | Rusia                       | + 0 s           |
| 8.º | Luca Wackermann       | Vini Zabù-KTM               | + 0 s           |
| 9.º | Fernando Gaviria      | UAE Team Emirates           | + 0 s           |
| 10.º | Cyril Lemoine         | Cofidis                     | + 0 s           |

| \| Clasificación general \| Clasificación general \| Clasificación general \| Clasificación general \| Clasificación general \| \| Ciclista \| Ciclista \| Equipo \| Tiempo \| \| \| --------------------- \| --------------------- \| --------------------------- \| --------------------- \| --------------------- \| \| 1.º \| Rudy Barbier \| Israel Start-Up Nation \| 3 h 45 min 14 s \| \| \| 2.º \| Manuel Belletti \| Androni Giocattoli-Sidermec \| + 4 s \| \| \| 3.º \| Tomás Contte \| Municipalidad de Pocito \| + 6 s \| \| \| 4.º \| Juan Sebastián Molano \| UAE Team Emirates \| + 10 s \| \| \| 5.º \| Álvaro Hodeg \| Deceuninck-Quick Step \| + 10 s \| \| \| 6.º \| Peter Sagan \| Bora-Hansgrohe \| + 10 s \| \| \| 7.º \| Roman Maikin \| Rusia \| + 10 s \| \| \| 8.º \| Luca Wackermann \| Vini Zabù-KTM \| + 10 s \| \| \| 9.º \| Fernando Gaviria \| UAE Team Emirates \| + 10 s \| \| \| 10.º \| Cyril Lemoine \| Cofidis \| + 10 s \| \| |                       |                             |                 |
| |                       |                             |                 |
| Fuente: ProCyclingStats |                       |                             |                 |
| Clasificación general |                       |                             |                 |
| Ciclista | Ciclista              | Equipo                      | Tiempo          |
| 1.º | Rudy Barbier          | Israel Start-Up Nation      | 3 h 45 min 14 s |
| 2.º | Manuel Belletti       | Androni Giocattoli-Sidermec | + 4 s           |
| 3.º | Tomás Contte          | Municipalidad de Pocito     | + 6 s           |
| 4.º | Juan Sebastián Molano | UAE Team Emirates           | + 10 s          |
| 5.º | Álvaro Hodeg          | Deceuninck-Quick Step       | + 10 s          |
| 6.º | Peter Sagan           | Bora-Hansgrohe              | + 10 s          |
| 7.º | Roman Maikin          | Rusia                       | + 10 s          |
| 8.º | Luca Wackermann       | Vini Zabù-KTM               | + 10 s          |
| 9.º | Fernando Gaviria      | UAE Team Emirates           | + 10 s          |
| 10.º | Cyril Lemoine         | Cofidis                     | + 10 s          |

### 2.ª etapa
| Departamento Pocito - Departamento Pocito | etapa llana | (168,7 km) |

| \| Clasificación de la etapa \| Clasificación de la etapa \| Clasificación de la etapa \| Clasificación de la etapa \| Clasificación de la etapa \| \| Ciclista \| Ciclista \| Equipo \| Tiempo \| \| \| ------------------------- \| ------------------------- \| --------------------------------------- \| ------------------------- \| ------------------------- \| \| 1.º \| Fernando Gaviria \| UAE Team Emirates \| 3 h 30 min 06 s \| \| \| 2.º \| Nicolás Naranjo \| Agrupación Virgen de Fátima-SaddleDrunk \| + 0 s \| \| \| 3.º \| Marco Benfatto \| Bardiani CSF Faizanè \| + 0 s \| \| \| 4.º \| Piet Allegaert \| Cofidis \| + 0 s \| \| \| 5.º \| Peter Sagan \| Bora-Hansgrohe \| + 0 s \| \| \| 6.º \| Travis McCabe \| Israel Start-Up Nation \| + 0 s \| \| \| 7.º \| Mauro Richeze \| Transporte Puertas de Cuyo \| + 0 s \| \| \| 8.º \| César Martingil \| Atum General-Tavira-Maria Nova Hotel \| + 0 s \| \| \| 9.º \| Bert Van Lerberghe \| Deceuninck-Quick Step \| + 0 s \| \| \| 10.º \| Álvaro Hodeg \| Deceuninck-Quick Step \| + 0 s \| \| |                    |                                         |                 |
| |                    |                                         |                 |
| Fuente: ProCyclingStats |                    |                                         |                 |
| Clasificación de la etapa |                    |                                         |                 |
| Ciclista | Ciclista           | Equipo                                  | Tiempo          |
| 1.º | Fernando Gaviria   | UAE Team Emirates                       | 3 h 30 min 06 s |
| 2.º | Nicolás Naranjo    | Agrupación Virgen de Fátima-SaddleDrunk | + 0 s           |
| 3.º | Marco Benfatto     | Bardiani CSF Faizanè                    | + 0 s           |
| 4.º | Piet Allegaert     | Cofidis                                 | + 0 s           |
| 5.º | Peter Sagan        | Bora-Hansgrohe                          | + 0 s           |
| 6.º | Travis McCabe      | Israel Start-Up Nation                  | + 0 s           |
| 7.º | Mauro Richeze      | Transporte Puertas de Cuyo              | + 0 s           |
| 8.º | César Martingil    | Atum General-Tavira-Maria Nova Hotel    | + 0 s           |
| 9.º | Bert Van Lerberghe | Deceuninck-Quick Step                   | + 0 s           |
| 10.º | Álvaro Hodeg       | Deceuninck-Quick Step                   | + 0 s           |

| \| Clasificación general \| Clasificación general \| Clasificación general \| Clasificación general \| Clasificación general \| \| Ciclista \| Ciclista \| Equipo \| Tiempo \| \| \| --------------------- \| --------------------- \| --------------------------------------- \| --------------------- \| --------------------- \| \| 1.º \| Fernando Gaviria \| UAE Team Emirates \| 7 h 15 min 10 s \| \| \| 2.º \| Rudy Barbier \| Israel Start-Up Nation \| + 0 s \| \| \| 3.º \| Manuel Belletti \| Androni Giocattoli-Sidermec \| + 4 s \| \| \| 4.º \| Nicolás Naranjo \| Agrupación Virgen de Fátima-SaddleDrunk \| + 4 s \| \| \| 5.º \| Tomás Contte \| Municipalidad de Pocito \| + 6 s \| \| \| 6.º \| Marco Benfatto \| Bardiani CSF Faizanè \| + 6 s \| \| \| 7.º \| Christofer Jurado \| Panamá \| + 9 s \| \| \| 8.º \| Peter Sagan \| Bora-Hansgrohe \| + 10 s \| \| \| 9.º \| Álvaro Hodeg \| Deceuninck-Quick Step \| + 10 s \| \| \| 10.º \| Travis McCabe \| Israel Start-Up Nation \| + 10 s \| \| |                   |                                         |                 |
| |                   |                                         |                 |
| Fuente: ProCyclingStats |                   |                                         |                 |
| Clasificación general |                   |                                         |                 |
| Ciclista | Ciclista          | Equipo                                  | Tiempo          |
| 1.º | Fernando Gaviria  | UAE Team Emirates                       | 7 h 15 min 10 s |
| 2.º | Rudy Barbier      | Israel Start-Up Nation                  | + 0 s           |
| 3.º | Manuel Belletti   | Androni Giocattoli-Sidermec             | + 4 s           |
| 4.º | Nicolás Naranjo   | Agrupación Virgen de Fátima-SaddleDrunk | + 4 s           |
| 5.º | Tomás Contte      | Municipalidad de Pocito                 | + 6 s           |
| 6.º | Marco Benfatto    | Bardiani CSF Faizanè                    | + 6 s           |
| 7.º | Christofer Jurado | Panamá                                  | + 9 s           |
| 8.º | Peter Sagan       | Bora-Hansgrohe                          | + 10 s          |
| 9.º | Álvaro Hodeg      | Deceuninck-Quick Step                   | + 10 s          |
| 10.º | Travis McCabe     | Israel Start-Up Nation                  | + 10 s          |

### 3.ª etapa
| Villa Ibáñez - Represa Punta Negra | contrarreloj individual | (15,2 km) |

| \| Clasificación de la etapa \| Clasificación de la etapa \| Clasificación de la etapa \| Clasificación de la etapa \| Clasificación de la etapa \| \| Ciclista \| Ciclista \| Equipo \| Tiempo \| \| \| ------------------------- \| ------------------------- \| ------------------------- \| ------------------------- \| ------------------------- \| \| 1.º \| Remco Evenepoel \| Deceuninck-Quick Step \| 19 min 16 s \| \| \| 2.º \| Filippo Ganna \| Italia \| + 32 s \| \| \| 3.º \| Óscar Sevilla \| Medellín \| + 1 min 08 s \| \| \| 4.º \| Nélson Filippe Oliveira \| Movistar Team \| + 1 min 25 s \| \| \| 5.º \| Brandon McNulty \| UAE Team Emirates \| + 1 min 26 s \| \| \| 6.º \| Maciej Bodnar \| Bora-Hansgrohe \| + 1 min 27 s \| \| \| 7.º \| Alexandr Yevtushenko \| Rusia \| + 1 min 28 s \| \| \| 8.º \| Colin Joyce \| Rally Cycling \| + 1 min 40 s \| \| \| 9.º \| Matteo Fabbro \| Bora-Hansgrohe \| + 1 min 41 s \| \| \| 10.º \| Gavin Mannion \| Rally Cycling \| + 1 min 43 s \| \| |                         |                       |              |
| |                         |                       |              |
| Fuente: ProCyclingStats |                         |                       |              |
| Clasificación de la etapa |                         |                       |              |
| Ciclista | Ciclista                | Equipo                | Tiempo       |
| 1.º | Remco Evenepoel         | Deceuninck-Quick Step | 19 min 16 s  |
| 2.º | Filippo Ganna           | Italia                | + 32 s       |
| 3.º | Óscar Sevilla           | Medellín              | + 1 min 08 s |
| 4.º | Nélson Filippe Oliveira | Movistar Team         | + 1 min 25 s |
| 5.º | Brandon McNulty         | UAE Team Emirates     | + 1 min 26 s |
| 6.º | Maciej Bodnar           | Bora-Hansgrohe        | + 1 min 27 s |
| 7.º | Alexandr Yevtushenko    | Rusia                 | + 1 min 28 s |
| 8.º | Colin Joyce             | Rally Cycling         | + 1 min 40 s |
| 9.º | Matteo Fabbro           | Bora-Hansgrohe        | + 1 min 41 s |
| 10.º | Gavin Mannion           | Rally Cycling         | + 1 min 43 s |

| \| Clasificación general \| Clasificación general \| Clasificación general \| Clasificación general \| Clasificación general \| \| Ciclista \| Ciclista \| Equipo \| Tiempo \| \| \| --------------------- \| ----------------------- \| --------------------- \| --------------------- \| --------------------- \| \| 1.º \| Remco Evenepoel \| Deceuninck-Quick Step \| 7 h 34 min 36 s \| \| \| 2.º \| Filippo Ganna \| Italia \| + 32 s \| \| \| 3.º \| Óscar Sevilla \| Medellín \| + 1 min 08 s \| \| \| 4.º \| Nélson Filippe Oliveira \| Movistar Team \| + 1 min 25 s \| \| \| 5.º \| Brandon McNulty \| UAE Team Emirates \| + 1 min 26 s \| \| \| 6.º \| Maciej Bodnar \| Bora-Hansgrohe \| + 1 min 27 s \| \| \| 7.º \| Alexandr Yevtushenko \| Rusia \| + 1 min 28 s \| \| \| 8.º \| Colin Joyce \| Rally Cycling \| + 1 min 40 s \| \| \| 9.º \| Matteo Fabbro \| Bora-Hansgrohe \| + 1 min 41 s \| \| \| 10.º \| Gavin Mannion \| Rally Cycling \| + 1 min 43 s \| \| |                         |                       |                 |
| |                         |                       |                 |
| Fuente: ProCyclingStats |                         |                       |                 |
| Clasificación general |                         |                       |                 |
| Ciclista | Ciclista                | Equipo                | Tiempo          |
| 1.º | Remco Evenepoel         | Deceuninck-Quick Step | 7 h 34 min 36 s |
| 2.º | Filippo Ganna           | Italia                | + 32 s          |
| 3.º | Óscar Sevilla           | Medellín              | + 1 min 08 s    |
| 4.º | Nélson Filippe Oliveira | Movistar Team         | + 1 min 25 s    |
| 5.º | Brandon McNulty         | UAE Team Emirates     | + 1 min 26 s    |
| 6.º | Maciej Bodnar           | Bora-Hansgrohe        | + 1 min 27 s    |
| 7.º | Alexandr Yevtushenko    | Rusia                 | + 1 min 28 s    |
| 8.º | Colin Joyce             | Rally Cycling         | + 1 min 40 s    |
| 9.º | Matteo Fabbro           | Bora-Hansgrohe        | + 1 min 41 s    |
| 10.º | Gavin Mannion           | Rally Cycling         | + 1 min 43 s    |

### 4.ª etapa
| San José de Jáchal - Villa San Agustín | etapa de media montaña | (189 km) |

| \| Clasificación de la etapa \| Clasificación de la etapa \| Clasificación de la etapa \| Clasificación de la etapa \| Clasificación de la etapa \| \| Ciclista \| Ciclista \| Equipo \| Tiempo \| \| \| ------------------------- \| ------------------------- \| --------------------------------------- \| ------------------------- \| ------------------------- \| \| 1.º \| Fernando Gaviria \| UAE Team Emirates \| 2 h 54 min 26 s \| \| \| 2.º \| Rudy Barbier \| Israel Start-Up Nation \| + 0 s \| \| \| 3.º \| Álvaro Hodeg \| Deceuninck-Quick Step \| + 0 s \| \| \| 4.º \| Peter Sagan \| Bora-Hansgrohe \| + 0 s \| \| \| 5.º \| Piet Allegaert \| Cofidis \| + 0 s \| \| \| 6.º \| Bert Van Lerberghe \| Deceuninck-Quick Step \| + 0 s \| \| \| 7.º \| Marco Benfatto \| Bardiani CSF Faizanè \| + 0 s \| \| \| 8.º \| Manuel Belletti \| Androni Giocattoli-Sidermec \| + 0 s \| \| \| 9.º \| Nicolás Naranjo \| Agrupación Virgen de Fátima-SaddleDrunk \| + 0 s \| \| \| 10.º \| Maximiliano Richeze \| UAE Team Emirates \| + 0 s \| \| |                     |                                         |                 |
| |                     |                                         |                 |
| Fuente: ProCyclingStats |                     |                                         |                 |
| Clasificación de la etapa |                     |                                         |                 |
| Ciclista | Ciclista            | Equipo                                  | Tiempo          |
| 1.º | Fernando Gaviria    | UAE Team Emirates                       | 2 h 54 min 26 s |
| 2.º | Rudy Barbier        | Israel Start-Up Nation                  | + 0 s           |
| 3.º | Álvaro Hodeg        | Deceuninck-Quick Step                   | + 0 s           |
| 4.º | Peter Sagan         | Bora-Hansgrohe                          | + 0 s           |
| 5.º | Piet Allegaert      | Cofidis                                 | + 0 s           |
| 6.º | Bert Van Lerberghe  | Deceuninck-Quick Step                   | + 0 s           |
| 7.º | Marco Benfatto      | Bardiani CSF Faizanè                    | + 0 s           |
| 8.º | Manuel Belletti     | Androni Giocattoli-Sidermec             | + 0 s           |
| 9.º | Nicolás Naranjo     | Agrupación Virgen de Fátima-SaddleDrunk | + 0 s           |
| 10.º | Maximiliano Richeze | UAE Team Emirates                       | + 0 s           |

| \| Clasificación general \| Clasificación general \| Clasificación general \| Clasificación general \| Clasificación general \| \| Ciclista \| Ciclista \| Equipo \| Tiempo \| \| \| --------------------- \| ----------------------- \| --------------------- \| --------------------- \| --------------------- \| \| 1.º \| Remco Evenepoel \| Deceuninck-Quick Step \| 11 h 42 min 28 s \| \| \| 2.º \| Filippo Ganna \| Team Ineos \| + 33 s \| \| \| 3.º \| Óscar Sevilla \| Medellín \| + 1 min 09 s \| \| \| 4.º \| Nélson Filippe Oliveira \| Movistar Team \| + 1 min 26 s \| \| \| 5.º \| Brandon McNulty \| UAE Team Emirates \| + 1 min 27 s \| \| \| 6.º \| Maciej Bodnar \| Bora-Hansgrohe \| + 1 min 28 s \| \| \| 7.º \| Alexandr Yevtushenko \| \| + 1 min 29 s \| \| \| 8.º \| Colin Joyce \| Rally Cycling \| + 1 min 41 s \| \| \| 9.º \| Matteo Fabbro \| Bora-Hansgrohe \| + 1 min 42 s \| \| \| 10.º \| Gavin Mannion \| Rally Cycling \| + 1 min 44 s \| \| |                         |                       |                  |
| |                         |                       |                  |
| Fuente: ProCyclingStats |                         |                       |                  |
| Clasificación general |                         |                       |                  |
| Ciclista | Ciclista                | Equipo                | Tiempo           |
| 1.º | Remco Evenepoel         | Deceuninck-Quick Step | 11 h 42 min 28 s |
| 2.º | Filippo Ganna           | Team Ineos            | + 33 s           |
| 3.º | Óscar Sevilla           | Medellín              | + 1 min 09 s     |
| 4.º | Nélson Filippe Oliveira | Movistar Team         | + 1 min 26 s     |
| 5.º | Brandon McNulty         | UAE Team Emirates     | + 1 min 27 s     |
| 6.º | Maciej Bodnar           | Bora-Hansgrohe        | + 1 min 28 s     |
| 7.º | Alexandr Yevtushenko    |                       | + 1 min 29 s     |
| 8.º | Colin Joyce             | Rally Cycling         | + 1 min 41 s     |
| 9.º | Matteo Fabbro           | Bora-Hansgrohe        | + 1 min 42 s     |
| 10.º | Gavin Mannion           | Rally Cycling         | + 1 min 44 s     |

### 5.ª etapa
| Villa San Martín - Alto Colorado | etapa de montaña | (169,5 km) |

| \| Clasificación de la etapa \| Clasificación de la etapa \| Clasificación de la etapa \| Clasificación de la etapa \| Clasificación de la etapa \| \| Ciclista \| Ciclista \| Equipo \| Tiempo \| \| \| ------------------------- \| ------------------------- \| --------------------------------------- \| ------------------------- \| ------------------------- \| \| 1.º \| Miguel Flórez López \| Androni Giocattoli-Sidermec \| 4 h 36 min 23 s \| \| \| 2.º \| Óscar Sevilla \| Medellín \| + 2 s \| \| \| 3.º \| Brandon McNulty \| UAE Team Emirates \| + 2 s \| \| \| 4.º \| Guillaume Martin \| Cofidis \| + 4 s \| \| \| 5.º \| Remco Evenepoel \| Deceuninck-Quick Step \| + 4 s \| \| \| 6.º \| Filippo Ganna \| Italia \| + 4 s \| \| \| 7.º \| Nicolás Paredes \| Medellín \| + 18 s \| \| \| 8.º \| Juan Melivillo \| Municipalidad de Pocito \| + 36 s \| \| \| 9.º \| Nicolás Tivani \| Agrupación Virgen de Fátima-SaddleDrunk \| + 36 s \| \| \| 10.º \| Nélson Filippe Oliveira \| Movistar Team \| + 1 min 05 s \| \| |                         |                                         |                 |
| |                         |                                         |                 |
| Fuente: ProCyclingStats |                         |                                         |                 |
| Clasificación de la etapa |                         |                                         |                 |
| Ciclista | Ciclista                | Equipo                                  | Tiempo          |
| 1.º | Miguel Flórez López     | Androni Giocattoli-Sidermec             | 4 h 36 min 23 s |
| 2.º | Óscar Sevilla           | Medellín                                | + 2 s           |
| 3.º | Brandon McNulty         | UAE Team Emirates                       | + 2 s           |
| 4.º | Guillaume Martin        | Cofidis                                 | + 4 s           |
| 5.º | Remco Evenepoel         | Deceuninck-Quick Step                   | + 4 s           |
| 6.º | Filippo Ganna           | Italia                                  | + 4 s           |
| 7.º | Nicolás Paredes         | Medellín                                | + 18 s          |
| 8.º | Juan Melivillo          | Municipalidad de Pocito                 | + 36 s          |
| 9.º | Nicolás Tivani          | Agrupación Virgen de Fátima-SaddleDrunk | + 36 s          |
| 10.º | Nélson Filippe Oliveira | Movistar Team                           | + 1 min 05 s    |

| \| Clasificación general \| Clasificación general \| Clasificación general \| Clasificación general \| Clasificación general \| \| Ciclista \| Ciclista \| Equipo \| Tiempo \| \| \| --------------------- \| ----------------------- \| ------------------------------------------- \| --------------------- \| --------------------- \| \| 1.º \| Remco Evenepoel \| Deceuninck-Quick Step \| 16 h 19 min 05 s \| \| \| 2.º \| Filippo Ganna \| Italia \| + 33 s \| \| \| 3.º \| Óscar Sevilla \| Medellín \| + 1 min 01 s \| \| \| 4.º \| Brandon McNulty \| UAE Team Emirates \| + 1 min 21 s \| \| \| 5.º \| Miguel Flórez López \| Androni Giocattoli-Sidermec \| + 2 min 11 s \| \| \| 6.º \| Nélson Filippe Oliveira \| Movistar Team \| + 2 min 27 s \| \| \| 7.º \| Guillaume Martin \| Cofidis \| + 2 min 28 s \| \| \| 8.º \| Nicolás Paredes \| Medellín \| + 2 min 36 s \| \| \| 9.º \| Gavin Mannion \| Rally Cycling \| + 2 min 53 s \| \| \| 10.º \| Juan Pablo Dotti \| Sindicato de Empleados Públicos de San Juan \| + 3 min 05 s \| \| |                         |                                             |                  |
| |                         |                                             |                  |
| Fuente: ProCyclingStats |                         |                                             |                  |
| Clasificación general |                         |                                             |                  |
| Ciclista | Ciclista                | Equipo                                      | Tiempo           |
| 1.º | Remco Evenepoel         | Deceuninck-Quick Step                       | 16 h 19 min 05 s |
| 2.º | Filippo Ganna           | Italia                                      | + 33 s           |
| 3.º | Óscar Sevilla           | Medellín                                    | + 1 min 01 s     |
| 4.º | Brandon McNulty         | UAE Team Emirates                           | + 1 min 21 s     |
| 5.º | Miguel Flórez López     | Androni Giocattoli-Sidermec                 | + 2 min 11 s     |
| 6.º | Nélson Filippe Oliveira | Movistar Team                               | + 2 min 27 s     |
| 7.º | Guillaume Martin        | Cofidis                                     | + 2 min 28 s     |
| 8.º | Nicolás Paredes         | Medellín                                    | + 2 min 36 s     |
| 9.º | Gavin Mannion           | Rally Cycling                               | + 2 min 53 s     |
| 10.º | Juan Pablo Dotti        | Sindicato de Empleados Públicos de San Juan | + 3 min 05 s     |

### 6.ª etapa
| San Juan - Circuito San Juan Villicum | etapa llana | (155 km) |

| \| Clasificación de la etapa \| Clasificación de la etapa \| Clasificación de la etapa \| Clasificación de la etapa \| Clasificación de la etapa \| \| Ciclista \| Ciclista \| Equipo \| Tiempo \| \| \| ------------------------- \| ------------------------- \| ---------------------------------------- \| ------------------------- \| ------------------------- \| \| 1.º \| Zdeněk Štybar \| Deceuninck-Quick Step \| 3 h 56 min 51 s \| \| \| 2.º \| Juan Sebastián Molano \| UAE Team Emirates \| + 0 s \| \| \| 3.º \| Rudy Barbier \| Israel Start-Up Nation \| + 0 s \| \| \| 4.º \| Manuel Belletti \| Androni Giocattoli-Sidermec \| + 0 s \| \| \| 5.º \| Daniel Oss \| Bora-Hansgrohe \| + 0 s \| \| \| 6.º \| Peter Sagan \| Bora-Hansgrohe \| + 0 s \| \| \| 7.º \| Álvaro Hodeg \| Deceuninck-Quick Step \| + 0 s \| \| \| 8.º \| Nicolás Naranjo \| Agrupación Virgen de Fátima-SaddleDrunk \| + 0 s \| \| \| 9.º \| Nelson Soto Martínez \| Colombia Tierra de Atletas-GW Bicicletas \| + 0 s \| \| \| 10.º \| Colin Joyce \| Rally Cycling \| + 0 s \| \| |                       |                                          |                 |
| |                       |                                          |                 |
| Fuente: ProCyclingStats |                       |                                          |                 |
| Clasificación de la etapa |                       |                                          |                 |
| Ciclista | Ciclista              | Equipo                                   | Tiempo          |
| 1.º | Zdeněk Štybar         | Deceuninck-Quick Step                    | 3 h 56 min 51 s |
| 2.º | Juan Sebastián Molano | UAE Team Emirates                        | + 0 s           |
| 3.º | Rudy Barbier          | Israel Start-Up Nation                   | + 0 s           |
| 4.º | Manuel Belletti       | Androni Giocattoli-Sidermec              | + 0 s           |
| 5.º | Daniel Oss            | Bora-Hansgrohe                           | + 0 s           |
| 6.º | Peter Sagan           | Bora-Hansgrohe                           | + 0 s           |
| 7.º | Álvaro Hodeg          | Deceuninck-Quick Step                    | + 0 s           |
| 8.º | Nicolás Naranjo       | Agrupación Virgen de Fátima-SaddleDrunk  | + 0 s           |
| 9.º | Nelson Soto Martínez  | Colombia Tierra de Atletas-GW Bicicletas | + 0 s           |
| 10.º | Colin Joyce           | Rally Cycling                            | + 0 s           |

| \| Clasificación general \| Clasificación general \| Clasificación general \| Clasificación general \| Clasificación general \| \| Ciclista \| Ciclista \| Equipo \| Tiempo \| \| \| --------------------- \| ----------------------- \| ------------------------------------------- \| --------------------- \| --------------------- \| \| 1.º \| Remco Evenepoel \| Deceuninck-Quick Step \| 20 h 15 min 56 s \| \| \| 2.º \| Filippo Ganna \| Italia \| + 33 s \| \| \| 3.º \| Óscar Sevilla \| Medellín \| + 1 min 01 s \| \| \| 4.º \| Brandon McNulty \| UAE Team Emirates \| + 1 min 21 s \| \| \| 5.º \| Miguel Flórez López \| Androni Giocattoli-Sidermec \| + 2 min 11 s \| \| \| 6.º \| Nélson Filippe Oliveira \| Movistar Team \| + 2 min 27 s \| \| \| 7.º \| Guillaume Martin \| Cofidis \| + 2 min 28 s \| \| \| 8.º \| Nicolás Paredes \| Medellín \| + 2 min 36 s \| \| \| 9.º \| Gavin Mannion \| Rally Cycling \| + 2 min 53 s \| \| \| 10.º \| Juan Pablo Dotti \| Sindicato de Empleados Públicos de San Juan \| + 3 min 05 s \| \| |                         |                                             |                  |
| |                         |                                             |                  |
| Fuente: ProCyclingStats |                         |                                             |                  |
| Clasificación general |                         |                                             |                  |
| Ciclista | Ciclista                | Equipo                                      | Tiempo           |
| 1.º | Remco Evenepoel         | Deceuninck-Quick Step                       | 20 h 15 min 56 s |
| 2.º | Filippo Ganna           | Italia                                      | + 33 s           |
| 3.º | Óscar Sevilla           | Medellín                                    | + 1 min 01 s     |
| 4.º | Brandon McNulty         | UAE Team Emirates                           | + 1 min 21 s     |
| 5.º | Miguel Flórez López     | Androni Giocattoli-Sidermec                 | + 2 min 11 s     |
| 6.º | Nélson Filippe Oliveira | Movistar Team                               | + 2 min 27 s     |
| 7.º | Guillaume Martin        | Cofidis                                     | + 2 min 28 s     |
| 8.º | Nicolás Paredes         | Medellín                                    | + 2 min 36 s     |
| 9.º | Gavin Mannion           | Rally Cycling                               | + 2 min 53 s     |
| 10.º | Juan Pablo Dotti        | Sindicato de Empleados Públicos de San Juan | + 3 min 05 s     |

### 7.ª etapa
| San Juan - San Juan | etapa llana | (141,3 km) |

| \| Clasificación de la etapa \| Clasificación de la etapa \| Clasificación de la etapa \| Clasificación de la etapa \| Clasificación de la etapa \| \| Ciclista \| Ciclista \| Equipo \| Tiempo \| \| \| ------------------------- \| ------------------------- \| ---------------------------------------- \| ------------------------- \| ------------------------- \| \| 1.º \| Fernando Gaviria \| UAE Team Emirates \| 2 h 58 min 03 s \| \| \| 2.º \| Peter Sagan \| Bora-Hansgrohe \| + 0 s \| \| \| 3.º \| Álvaro Hodeg \| Deceuninck-Quick Step \| + 0 s \| \| \| 4.º \| Manuel Belletti \| Androni Giocattoli-Sidermec \| + 0 s \| \| \| 5.º \| Hugo Hofstetter \| Israel Start-Up Nation \| + 0 s \| \| \| 6.º \| Rudy Barbier \| Israel Start-Up Nation \| + 0 s \| \| \| 7.º \| Davide Appollonio \| Amore & Vita-Prodir \| + 0 s \| \| \| 8.º \| Sebastián Mora \| Movistar Team \| + 0 s \| \| \| 9.º \| Nelson Soto Martínez \| Colombia Tierra de Atletas-GW Bicicletas \| + 0 s \| \| \| 10.º \| Marco Benfatto \| Bardiani CSF Faizanè \| + 0 s \| \| |                      |                                          |                 |
| |                      |                                          |                 |
| Fuente: ProCyclingStats |                      |                                          |                 |
| Clasificación de la etapa |                      |                                          |                 |
| Ciclista | Ciclista             | Equipo                                   | Tiempo          |
| 1.º | Fernando Gaviria     | UAE Team Emirates                        | 2 h 58 min 03 s |
| 2.º | Peter Sagan          | Bora-Hansgrohe                           | + 0 s           |
| 3.º | Álvaro Hodeg         | Deceuninck-Quick Step                    | + 0 s           |
| 4.º | Manuel Belletti      | Androni Giocattoli-Sidermec              | + 0 s           |
| 5.º | Hugo Hofstetter      | Israel Start-Up Nation                   | + 0 s           |
| 6.º | Rudy Barbier         | Israel Start-Up Nation                   | + 0 s           |
| 7.º | Davide Appollonio    | Amore & Vita-Prodir                      | + 0 s           |
| 8.º | Sebastián Mora       | Movistar Team                            | + 0 s           |
| 9.º | Nelson Soto Martínez | Colombia Tierra de Atletas-GW Bicicletas | + 0 s           |
| 10.º | Marco Benfatto       | Bardiani CSF Faizanè                     | + 0 s           |

## Clasificaciones finales
- Las clasificaciones finalizaron de la siguiente forma:[5]

### Clasificación general
| \| Clasificación general \| Clasificación general \| Clasificación general \| Clasificación general \| Clasificación general \| \| Ciclista \| Ciclista \| Equipo \| Tiempo \| \| \| --------------------- \| ----------------------- \| ------------------------------------------- \| --------------------- \| --------------------- \| \| 1.º \| Remco Evenepoel \| Deceuninck-Quick Step \| 23 h 13 min 59 s \| \| \| 2.º \| Filippo Ganna \| Italia \| + 33 s \| \| \| 3.º \| Óscar Sevilla \| Medellín \| + 1 min 01 s \| \| \| 4.º \| Brandon McNulty \| UAE Team Emirates \| + 1 min 21 s \| \| \| 5.º \| Miguel Flórez López \| Androni Giocattoli-Sidermec \| + 2 min 11 s \| \| \| 6.º \| Nélson Filippe Oliveira \| Movistar Team \| + 2 min 27 s \| \| \| 7.º \| Guillaume Martin \| Cofidis \| + 2 min 28 s \| \| \| 8.º \| Nicolás Paredes \| Medellín \| + 2 min 36 s \| \| \| 9.º \| Gavin Mannion \| Rally Cycling \| + 2 min 53 s \| \| \| 10.º \| Juan Pablo Dotti \| Sindicato de Empleados Públicos de San Juan \| + 3 min 05 s \| \| \| 11.º \| Nicolás Tivani \| Agrupación Virgen de Fátima-SaddleDrunk \| + 3 min 14 s \| \| \| 12.º \| Juan Melivillo \| Municipalidad de Pocito \| + 3 min 27 s \| \| \| 13.º \| Paweł Poljański \| Bora-Hansgrohe \| + 3 min 41 s \| \| \| 14.º \| Matteo Fabbro \| Bora-Hansgrohe \| + 4 min 00 s \| \| \| 15.º \| Simon Pellaud \| Androni Giocattoli-Sidermec \| + 4 min 24 s \| \| |                         |                                             |                  |
| |                         |                                             |                  |
| Fuente: ProCyclingStats |                         |                                             |                  |
| Clasificación general |                         |                                             |                  |
| Ciclista | Ciclista                | Equipo                                      | Tiempo           |
| 1.º | Remco Evenepoel         | Deceuninck-Quick Step                       | 23 h 13 min 59 s |
| 2.º | Filippo Ganna           | Italia                                      | + 33 s           |
| 3.º | Óscar Sevilla           | Medellín                                    | + 1 min 01 s     |
| 4.º | Brandon McNulty         | UAE Team Emirates                           | + 1 min 21 s     |
| 5.º | Miguel Flórez López     | Androni Giocattoli-Sidermec                 | + 2 min 11 s     |
| 6.º | Nélson Filippe Oliveira | Movistar Team                               | + 2 min 27 s     |
| 7.º | Guillaume Martin        | Cofidis                                     | + 2 min 28 s     |
| 8.º | Nicolás Paredes         | Medellín                                    | + 2 min 36 s     |
| 9.º | Gavin Mannion           | Rally Cycling                               | + 2 min 53 s     |
| 10.º | Juan Pablo Dotti        | Sindicato de Empleados Públicos de San Juan | + 3 min 05 s     |
| 11.º | Nicolás Tivani          | Agrupación Virgen de Fátima-SaddleDrunk     | + 3 min 14 s     |
| 12.º | Juan Melivillo          | Municipalidad de Pocito                     | + 3 min 27 s     |
| 13.º | Paweł Poljański         | Bora-Hansgrohe                              | + 3 min 41 s     |
| 14.º | Matteo Fabbro           | Bora-Hansgrohe                              | + 4 min 00 s     |
| 15.º | Simon Pellaud           | Androni Giocattoli-Sidermec                 | + 4 min 24 s     |

### Clasificación de la montaña
| Clasificación de la montaña | Clasificación de la montaña | Clasificación de la montaña              | Clasificación de la montaña | Clasificación de la montaña |
| Ciclista                    | Ciclista                    | Equipo                                   | Puntos                      |                             |
| --------------------------- | --------------------------- | ---------------------------------------- | --------------------------- | --------------------------- |
| 1.º                         | Guillaume Martin            | Cofidis                                  | 22 pts                      |                             |
| 2.º                         | Nicolás Paredes             | Medellín                                 | 20 pts                      |                             |
| 3.º                         | Mattia Bais                 | Androni Giocattoli-Sidermec              | 17 pts                      |                             |
| 4.º                         | Gerardo Atencio             | Municipalidad de Pocito                  | 14 pts                      |                             |
| 5.º                         | Brandon McNulty             | UAE Team Emirates                        | 13 pts                      |                             |
| 6.º                         | Remco Evenepoel             | Deceuninck-Quick Step                    | 12 pts                      |                             |
| 7.º                         | Óscar Sevilla               | Medellín                                 | 11 pts                      |                             |
| 8.º                         | Nelson Soto Martínez        | Colombia Tierra de Atletas-GW Bicicletas | 11 pts                      |                             |
| 9.º                         | Miguel Flórez López         | Androni Giocattoli-Sidermec              | 10 pts                      |                             |
| 10.º                        | Francisco Montes            | Transporte Puertas de Cuyo               | 6 pts                       |                             |

### Clasificación de las metas volantes
| Clasificación de las metas volantes | Clasificación de las metas volantes | Clasificación de las metas volantes     | Clasificación de las metas volantes | Clasificación de las metas volantes |
| Ciclista                            | Ciclista                            | Equipo                                  | Puntos                              |                                     |
| ----------------------------------- | ----------------------------------- | --------------------------------------- | ----------------------------------- | ----------------------------------- |
| 1.º                                 | Daniel Juárez                       | Agrupación Virgen de Fátima-SaddleDrunk | 17 pts                              |                                     |
| 2.º                                 | Francisco Montes                    | Argentina                               | 9 pts                               |                                     |
| 3.º                                 | Juan Curuchet                       | Argentina                               | 6 pts                               |                                     |
| 4.º                                 | Agustín Fraysse                     | Argentina                               | 6 pts                               |                                     |
| 5.º                                 | Christofer Jurado                   | Panamá                                  | 4 pts                               |                                     |
| 6.º                                 | Emiliano Contreras                  | Transporte Puertas de Cuyo              | 4 pts                               |                                     |
| 7.º                                 | Leonardo Rodríguez                  | Municipalidad de Rawson                 | 4 pts                               |                                     |
| 8.º                                 | Zdeněk Štybar                       | Deceuninck-Quick Step                   | 3 pts                               |                                     |
| 9.º                                 | Robin Carpenter                     | Rally Cycling                           | 3 pts                               |                                     |
| 10.º                                | Maximiliano Richeze                 | UAE Team Emirates                       | 2 pts                               |                                     |

### Clasificación de los jóvenes
| Clasificación del mejor joven | Clasificación del mejor joven | Clasificación del mejor joven            | Clasificación del mejor joven | Clasificación del mejor joven |
| Ciclista                      | Ciclista                      | Equipo                                   | Tiempo                        |                               |
| ----------------------------- | ----------------------------- | ---------------------------------------- | ----------------------------- | ----------------------------- |
| 1.º                           | Remco Evenepoel               | Deceuninck-Quick Step                    | 23 h 13 min 59 s              |                               |
| 2.º                           | Brandon McNulty               | UAE Team Emirates                        | + 1 min 21 s                  |                               |
| 3.º                           | Diego Camargo                 | Colombia Tierra de Atletas-GW Bicicletas | + 4 min 53 s                  |                               |
| 4.º                           | Íñigo Elosegui                | Movistar Team                            | + 4 min 56 s                  |                               |
| 5.º                           | Vinícius Rangel               | Brasil                                   | + 5 min 45 s                  |                               |
| 6.º                           | Yeisson Casallas              | Colombia Tierra de Atletas-GW Bicicletas | + 7 min 42 s                  |                               |
| 7.º                           | Nehuén Bazán                  | Argentina                                | + 8 min 31 s                  |                               |
| 8.º                           | Leonardo Finkler              | Brasil                                   | + 11 min 50 s                 |                               |
| 9.º                           | Tomás Contte                  | Municipalidad de Pocito                  | + 25 min 08 s                 |                               |
| 10.º                          | Renzo Obando                  | Argentina                                | + 29 min 38 s                 |                               |

### Clasificación por equipos
| Clasificación por equipos | Clasificación por equipos                | Clasificación por equipos | Clasificación por equipos |
| Equipo                    | Equipo                                   | Tiempo                    |                           |
| ------------------------- | ---------------------------------------- | ------------------------- | ------------------------- |
| 1.º                       | Movistar Team                            | 69 h 54 min 14 s          |                           |
| 2.º                       | Medellín                                 | + 50 s                    |                           |
| 3.º                       | Cofidis                                  | + 1 min 17 s              |                           |
| 4.º                       | Androni Giocattoli-Sidermec              | + 3 min 38 s              |                           |
| 5.º                       | Bora-Hansgrohe                           | + 4 min 01 s              |                           |
| 6.º                       | Colombia Tierra de Atletas-GW Bicicletas | + 4 min 10 s              |                           |
| 7.º                       | Venezuela                                | + 6 min 09 s              |                           |
| 8.º                       | Municipalidad de Pocito                  | + 7 min 15 s              |                           |
| 9.º                       | Rally Cycling                            | + 7 min 35 s              |                           |
| 10.º                      | Agrupación Virgen de Fátima-SaddleDrunk  | + 12 min 20 s             |                           |

## Evolución de las clasificaciones
| Etapa                   | Vencedor                | Clasificación general | Clasificación de la montaña | Clasificación de las metas volantes | Clasificación de los jóvenes |
| ----------------------- | ----------------------- | --------------------- | --------------------------- | ----------------------------------- | ---------------------------- |
| 1.ª                     | Rudy Barbier            | Rudy Barbier          | Nicolás Paredes             | Daniel Juárez                       | Tomás Contte                 |
| 2.ª                     | Fernando Gaviria        | Fernando Gaviria      | Nicolás Paredes             | Daniel Juárez                       | Tomás Contte                 |
| 3.ª                     | Remco Evenepoel         | Remco Evenepoel       | Nicolás Paredes             | Daniel Juárez                       | Remco Evenepoel              |
| 4.ª                     | Fernando Gaviria        | Remco Evenepoel       | Nicolás Paredes             | Daniel Juárez                       | Remco Evenepoel              |
| 5.ª                     | Miguel Flórez López     | Remco Evenepoel       | Guillaume Martin            | Daniel Juárez                       | Remco Evenepoel              |
| 6.ª                     | Zdeněk Štybar           | Remco Evenepoel       | Guillaume Martin            | Daniel Juárez                       | Remco Evenepoel              |
| 7.ª                     | Fernando Gaviria        | Remco Evenepoel       | Guillaume Martin            | Daniel Juárez                       | Remco Evenepoel              |
| Clasificaciones finales | Clasificaciones finales | Remco Evenepoel       | Guillaume Martin            | Daniel Juárez                       | Remco Evenepoel              |

## UCI World Ranking
La Vuelta a San Juan otorgó puntos para el UCI World Ranking para corredores de los equipos en las categorías UCI WorldTeam, UCI ProTeam y Continental. Las siguientes tablas son el baremo de puntuación y los 10 corredores que obtuvieron más puntos:
| Posición              | 1.º | 2.º | 3.º | 4.º | 5.º | 6.º | 7.º | 8.º | 9.º | 10.º | 11.º | 12.º | 13.º | 14.º | 15.º | 16.º-30.º | 31.º-40.º |
| Clasificación general | 200 | 150 | 125 | 100 | 85  | 70  | 60  | 50  | 40  | 35   | 30   | 25   | 20   | 15   | 10   | 5         | 3         |
| Por etapa             | 20  | 10  | 5   |     |     |     |     |     |     |      |      |      |      |      |      |           |           |
| Líder                 | 5   |     |     |     |     |     |     |     |     |      |      |      |      |      |      |           |           |

| Clasificación |                     |                             |         |       |       |       |
| Posición      | Ciclista            | Equipo                      | General | Etapa | Líder | Total |
| ------------- | ------------------- | --------------------------- | ------- | ----- | ----- | ----- |
| 1.º           | Remco Evenepoel     | Deceuninck-Quick Step       | 200     | 20    | 20    | 240   |
| 2.º           | Filippo Ganna       | Selección de Italia         | 150     | 10    | -     | 160   |
| 3.º           | Óscar Sevilla       | Medellín                    | 125     | 15    | -     | 140   |
| 4.º           | Brandon McNulty     | UAE Emirates                | 100     | 5     | -     | 105   |
| 5.º           | Miguel Flórez López | Androni Giocattoli-Sidermec | 85      | 20    | -     | 105   |
| 6.º           | Nélson Oliveira     | Movistar                    | 70      | -     | -     | 70    |
| 7.º           | Fernando Gaviria    | UAE Emirates                | -       | 60    | 5     | 65    |
| 8.º           | Guillaume Martin    | Cofidis, Solutions Crédits  | 60      | -     | -     | 60    |
| 9.º           | Nicolás Paredes     | Medellín                    | 50      | -     | -     | 50    |
| 10.º          | Gavin Mannion       | Rally                       | 40      | -     | -     | 40    |